# سويطاء متغيرة
سويطاء متغيرة (الاسم العلمي: Neocallimastix variabilis) هي نوع من الفطريات تتبع جنس السويطاء من الفصيلة السويطية